# Telica
Telica je 1 061 m vysoký stratovulkán v Nikaragui. Jedná se o jednu z nejčinnějších sopek v zemi. Od španělské kolonizace bylo zaznamenáno více než 35 menších erupcí. Jihovýchodně leží geotermální pole San Jacinto, v němž se vyskytují fumaroly, termální prameny a bahenní sopky. Nejbližším městem je León, vzdálené zhruba 30 km.
Pěší výstup na Telicu obecně patří mezi ty delší. Sopka se nachází v odlehlé oblasti, nevede k ní žádná silnice a značení cest je nedostatečné. Z těchto důvodů trvá výstup a sestup okolo 15 hodin. Samotné zdolání sopečného kuželu od úpatí až k hraně kráteru zabere 2 hodiny.